# Le Château
Pour les articles homonymes, voir Le Château (homonymie).
Le Château (titre original : Das Schloss) est un roman de Franz Kafka. Inachevé, l'ouvrage est publié en 1926 à titre posthume à l'initiative de Max Brod, ami de l'auteur.
Le récit suit les aventures de K., qui se bat pour entrer en contact avec les autorités du village où il vient d'arriver, afin d'officialiser son statut d'arpenteur. Mais le « château » où résident les fonctionnaires demeure inaccessible.
Ouvert à de multiples interprétations, ce roman est considéré comme l'un des plus importants du XXe siècle. Le manuscrit aurait pourtant dû être détruit, comme tous les papiers posthumes de Kafka, selon la volonté de l'auteur, mais Max Brod s'y refusa.

## Résumé du début
K. arrive dans un village gouverné par un château. Se frayant un chemin dans la neige, il parvient jusqu'à l'auberge, où il se présente comme le nouvel arpenteur, appelé par les autorités du château. Durant un premier conflit avec un dénommé Schwarzer qui refuse de croire à cette fonction, et qui téléphone au château pour s'assurer de la véracité de ses dires, il semble y avoir un malentendu. Après une première tentative échouée pour se rendre au château, K. retourne à l'auberge et fait la connaissance de ses assistants, deux jeunes hommes particulièrement irréfléchis et impertinents, puis de Barnabas, messager du château, qui lui remet une lettre de Klamm, un représentant du château. (K. apprend que ce fonctionnaire est son contact avec le chateau.)
À la suite d'un malentendu, K. se rend à l'auberge des Messieurs et fait la connaissance de Frieda, une employée qui se dit « maîtresse » de Klamm. Pourtant les deux personnages tombent amoureux et passent la nuit ensemble.

## Contexte de création

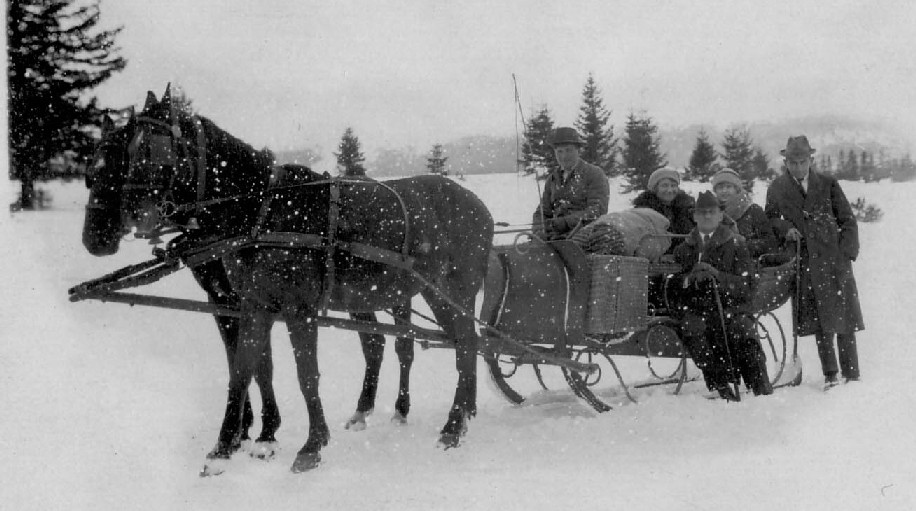
Franz Kafka arrive à Spindelmüehle en 1922.

Kafka commence à écrire le Château le soir de son arrivée à la station de Spindlermühle (aujourd'hui en République tchèque), le 22 janvier 1922. Une photo de lui prise dès son arrivée le montre près d'un traineau dans la neige, dans un cadre rappelant celui du Château. On peut alors noter l'importance de l'utilisation de la première personne pendant les premiers chapitres du manuscrit, qui furent modifiés par la suite au profit d'une narration à la troisième personne.
Mais le 11 septembre 1922, dans une lettre à Max Brod, il déclare qu'il abandonne définitivement le roman. Le récit s'achève alors au milieu d'une phrase. En diverses occasions, il révèle à son ami Max Brod deux informations sur la fin de son récit : K. s'installe dans le village jusqu'à sa mort et le château l'informe sur son lit de mort que « son droit de vivre au village n'est pas valable, mais qu'en raison de certaines circonstances, il est autorisé à vivre et travailler au village ». Kafka meurt en 1924, sans en avoir repris la rédaction.

## Personnages principaux
K. est le héros du roman, aucune indication particulière n'est donnée à son sujet. Au fur et à mesure du récit, il apparait comme un personnage équilibré, mais qui semble de plus en plus déconcerté par le comportement  inhabituel des villageois et des membres du château. La narration nous livre d'abord sa vision des situations, qui nous apparaissent donc comme loufoques, mais on nous livre généralement la vision des habitants du village ensuite, et c'est alors le comportement de K. qui paraît étrange, obstiné, déraisonnable et transgressif. Il déploie en tout cas une grande énergie pour obtenir sa place au sein du village.
Frieda, ancienne employée à l'auberge des Messieurs, quitte Klamm et son travail lorsqu'elle tombe amoureuse de K.. Jeune fille chétive, elle peut faire preuve d'une certaine fragilité comme d'une plus grande fermeté. Selon les récits des divers personnages, elle apparaît comme manipulée et maltraitée, ou au contraire comme manipulatrice et calculatrice. Elle-même accuse K. de la négliger, mais affecte de l'aimer tout en restant impénétrable.
Barnabas est un messager du château. Peu loquace, il cherche à redorer l'image de sa famille. Cependant, il a un statut instable et mal défini parmi les fonctionnaires, et s'il semble fidèle et dévoué, il est souvent pris d'accès de désespoir et ne livre pas le courrier.
Klamm est un fonctionnaire haut placé du château. Insaisissable, il se déplace entre le château et la ville sans jamais apparemment discuter avec personne. Nul ne peut vraiment le décrire, et son apparence semble changer entre le château et le village. Frieda semble pourtant pouvoir l'approcher, et c'est ce pouvoir qui séduit K. (lors de leur rencontre, elle lui propose de regarder Klamm par le trou de la serrure). K. passera une bonne partie du roman à essayer d'entrer en contact avec lui, sans succès.
Erlanger, secrétaire de Klamm, il doit traiter l'affaire de K., qui devra affronter bien des obstacles avant de le rencontrer.
Arthur et Jérémias, les deux aides de K., que lui a imposés l'administration du Château, paraissent tout le long du roman comme des personnages frivoles, chamailleurs, hypocrites et indiscrets qui irritent beaucoup K.
Pepi, éphémère remplaçante de Frieda à l'auberge des messieurs, tente de séduire K. en dénonçant l'aspect manipulateur et calculateur de Frieda, qui, selon son interprétation, aurait exploité la naïveté de K. afin de relancer sa réputation.
Olga est la sœur de Barnabas. Sans doute amoureuse de K., elle est la narratrice de deux longs récits enchâssés racontant les malheurs de la famille Barnabas à la suite de la disgrâce de sa sœur Amalia qui a refusé les avances du fonctionnaire Sortini, et les efforts du père et de Barnabas pour se sortir de la disgrâce et obtenir le pardon du château.

## Publication
Kafka avait demandé à Max Brod de détruire tous ses écrits après sa mort, mais celui-ci ne s'exécute pas totalement et fait publier plusieurs textes. Le Château paraît en 1926 en Allemagne, édité par Kurt Wolff Verlag à Munich. Les 1 500 premiers exemplaires se vendent très mal. Le roman est republié en 1935 par Schocken Verlag à Berlin et en 1946 par Schocken Books à New York.
Brod dut grandement mettre en forme le texte pour le préparer à la publication. Son but premier est de faire connaitre Kafka et son travail, non pas de faire une organisation complète et rigoureuse des manuscrits de Kafka ; par là même, il modifie parfois quelque peu la structure du récit. Cela influencera grandement les futures traductions qui se baseront sur les premières versions de Max Brod. Mais celles-ci seront remises en cause, et plusieurs rééditions changent la structure du texte, pour se montrer plus proche des intentions de l'auteur ; mais encore aujourd'hui, l'édition est sujette à plusieurs discussions.
Brod voit dans la symbolique du château une thématique religieuse ,. C'est une des interprétations possibles, basée sur les nombreuses références judéo-chrétiennes que contient le texte, comme le remarquent de nombreux critiques dont Arnold Heidsieck.

## Traduction
En 1930 sort la première traduction de l'œuvre, en anglais. Cette version traduite par Willa et Edwin Muir est éditée chez Secker & Warburg en Angleterre et Alfred A. Knopf aux États-Unis. Avec la redécouverte de Kafka et l'engouement grandissant pour l'auteur, plusieurs autres traductions suivront, basées sur l'édition de Max Brod. La première traduction française sort en 1938 et est réalisée par Alexandre Vialatte.
L'éditeur Salman Schocken réalise rapidement que la version de Max Brod et toutes les traductions qui se sont ensuivis sont très peu fidèles au travail original de l'auteur et désire « une approche complètement différente ». En 1961, Malcolm Pasley a accès aux manuscrits de Kafka (hormis Le Procès) et les transporte en voiture d'un coffre suisse jusqu'à la Bodleian Library de l'université d'Oxford, où avec quelques érudits (Gerhard Neumann, Jost Schillemeit, et Jürgen Born), il recompile les textes. En 1982, il publie la nouvelle version allemande du Château aux éditions S. Fischer. Celle-ci se compose du roman dans un premier volume, et de fragments de textes et notes d'éditeurs dans un second volume. L'équipe restaure le texte original à son état complet et fragmentaire, y compris la ponctuation originale, considérée comme primordiale pour le style.
L'interprétation des intentions de Kafka est encore aujourd'hui un sujet de discussions. Les éditions Stroemfeld/Roter Stern cherchent à obtenir les droits pour initier une édition critique comparant la version de Malcolm Pasley au manuscrit. Mais Malcolm Pasley ainsi que les héritiers de Kafka s'y sont opposés.

## Analyse
De très nombreuses interprétations ont été données de ce roman. Certaines voient dans le château une métaphore de l'État et de l'administration — de sa distance et de sa rigidité — ; d'autres, plus métaphysiques, voient dans ce château inaccessible une représentation du paradis, le personnage se trouvant dans une sorte de purgatoire. Le labyrinthe bureaucratique du château peut aussi représenter la confusion mentale sans issue présente en tout être humain.
Kafka nous montre ici une certaine absurdité du monde, en même temps qu'il met en exergue la puissance et l'arbitraire de l’autorité, nous plongeant dans l'angoisse d’une administration impénétrable aux ramifications infinies, complexe et toute-puissante, qui oblige à des démarches sans fin, et use la vie de ceux qui s'en approchent avec des « cas » et des « affaires », comme dans le Procès. K. est le symbole de l'impuissance humaine à comprendre et à agir. Son ambition tombe de plus en plus bas : il veut accéder au château, n'y parvient pas, il essaye alors de voir Klamm, puis simplement de voir son secrétaire, il use pour cela de relations instables (Frieda, la famille Barnabas, l’aubergiste, Bürgel) mais il ne comprend jamais les règles et a toujours un coup de retard. De plus, das Schloss, en allemand, signifie le château, mais aussi le verrou, aussi, K. s'oppose sans cesse à un chateau/verrou dans lequel il est impossible de pénétrer, il restera toujours fermé pour lui.
Kafka met en avant la pluralité des interprétations. La narration oblige souvent à revenir sur de longs passages et à les envisager sous un tout autre angle, au point qu’on perd toute notion de ce que peut signifier la vérité, et qu'on ne sait plus si K. est manipulé ou s’il manipule, si son affaire avance ou n'avance pas, etc. Ainsi, après avoir emménagé à l’école, Frieda accuse K. de la délaisser, et de s’être servi d’elle pour arriver à ses fins et accéder à Klamm. Le lecteur doit alors relire l’histoire de leur rencontre et le parcours entier de K. à la lumière de ce discours, qui a été soufflé à Frieda par l’hôtelière. De même, lorsque K. rencontre Pepi à l'auberge des messieurs, elle tente de lui expliquer que Frieda est une manipulatrice qui est laide dans les faits, mais charme tout le monde par son apparente puissance, comme amie de Klamm, et par ses relations, au point qu'on lui prête à tort une grande beauté. Elle se serait servie de K., qui n’a rien vu venir, pour relancer son prestige déclinant par un scandale. Ici aussi, la version de Pepi paraît aussi plausible que celle que le récit nous incitait à prendre pour vraie à travers les yeux de K. On pourrait presque parler d'un principe d'indétermination avant la lettre dans le Château : plusieurs systèmes explicatifs peuvent cohabiter selon qu'on envisage la situation sous un angle ou sous un autre. K. lui-même est quelqu'un d'ambigu, dont on ne connait pas du tout l'intériorité. Quant au village, il est tout aussi impénétrable; ses règles comme ses habitants sont entourés d'obscurité : tout le monde calcule et spécule, mais personne ne sait rien finalement. La déroute de K. nous fait perdre tout repère et noie tout sens : il n’y a pas de vérité concernant le château, que personne ne connaît au fond vraiment (beaucoup de rumeurs, peu de faits concrets) et il n'y a pas non plus de solution possible à l'affaire de K..
Selon Max Brod, les deux œuvres maîtresses de Kafka, le Procès et le Château nous montreraient deux formes sous lesquelles le Divin se présenterait à nous : la Justice et la Grâce. Le Procès est un endroit où K. ne peut entrer et symbolise donc un gouvernement divin dirigeant la destinée humaine, qui, elle, est représentée par le château.

## Adaptations
- 1957 : Le Château, pièce de théâtre française, adaptation par Pol Quentin, mise en scène de Jean-Louis Barrault, avec Jean-Louis Barrault dans le rôle de K.
- 1968 : L'Homme qui ment, film réalisé par Alain Robbe-Grillet, s'inspire librement du Château[17]
- 1969 : Le Château, film de Rudolf Noelte avec Maximilian Schell et Cordula Trantow
- 1984 : Le Château, téléfilm français de Jean Kerchbron avec Daniel Mesguich dans le rôle de Joseph K.
- 1986 : Le Château, opéra de Michèle Reverdy[18].
- 1986 : Das Schloss, opéra d'André Laporte, compositeur belge, sur commande du Théâtre royal de la Monnaie
- 1988 : Le Géomètre et le Messager, pièce de théâtre et mise en scène d'Isabelle Pousseur, chorégraphie de Nicole Hanot, créé à la Vieille Charité (Marseille)
- 1992 : Le Château, opéra de Aribert Reimann.
- 1997 : Le Château, adaptation télévisuelle par Michael Haneke avec Ulrich Mühe, Susanne Lothar.
- 1991 : Kafka, film de Steven Soderbergh avec Jeremy Irons mêle la vie et l'œuvre de Kafka en un ensemble semi-biographique, Kafka enquête sur la disparition de l'un de ses collègues, et de cette manière devient un acteur même de ses propres romans, à savoir Le Procès et Le Château.
- 2010 : Le Château, fiction radiophonique diffusée sur France Culture, adaptation par Stéphane Michaka, réalisation de Cédric Aussir, avec Xavier Brossard, Maud le Grevellec.
- 2011 - 2013 : K ou la piste du château, opéra de Karol Beffa.
- 2022 : K ou le paradoxe de l'arpenteur, pièce de théâtre française, adaptation par Régis Hébette.